# Eupithecia pictimargo
Eupithecia pictimargo là một loài bướm đêm trong họ Geometridae.